# Pareurycercopis
Pareurycercopis is een geslacht van halfvleugeligen uit de familie Aphrophoridae. De wetenschappelijke naam van dit geslacht is voor het eerst geldig gepubliceerd in 1953 door Lallemand & Synave.

## Soorten
Het geslacht Pareurycercopis  is monotypisch en omvat slechts de volgende soort:
- Pareurycercopis boharti Lallemand & Synave, 1953